# Tantilla olympia
Espèce
Statut de conservation UICN

 DD  : Données insuffisantes
Tantilla olympia  est une espèce de serpents de la famille des Colubridae.

## Répartition
Cette espèce est endémique du département d'Atlántida au Honduras.

## Étymologie
Le nom de cette espèce, olympia, dérive du nom du mont Olympe afin de dédier cette espèce à Paul House et Hermes Vega Rodríguez of Herbario (en utilisant House, et Hermes cela donne « House of Hermes », la maison d'Hermès, ce dernier vivant sur l'Olympe).

## Publication originale
- Townsend, Wilson, Medina-Flores & Herrera-B, 2013 : A New Species of Centipede Snake in the Tantilla taeniata Group (Squamata: Colubridae) from Premontane Rainforest in Refugio De Vida Silvestre Texíguat. Honduras Journal of Herpetology, vol. 47, no 1, p. 191-200 (texte intégral).